# Kiemennetz

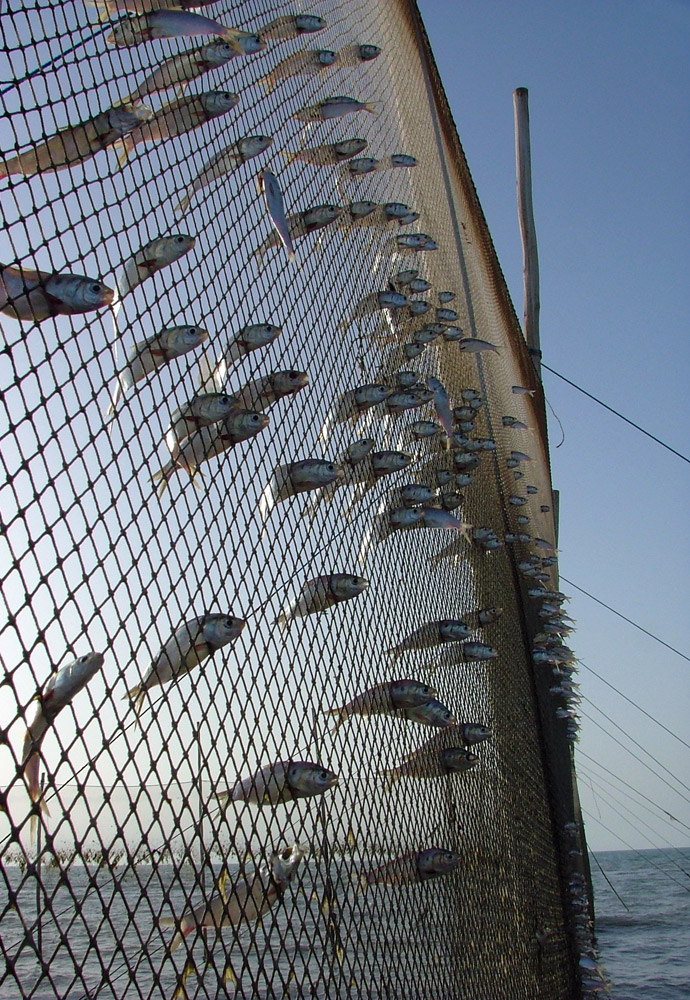
Kiemennetz als Stellnetz

In einem Kiemennetz werden die Fische nicht wie in einer Art Trichter bzw. Kescher eingeschlossen, sondern bleiben bei dem Versuch, durch die Maschen eines senkrecht aufgestellten Netzes hindurchzuschwimmen, in diesen mit ihrem Kopf stecken. Am Zurückschwimmen werden sie dadurch gehindert, dass sie dabei mit ihren Kiemen in den Netzmaschen hängenbleiben. Kiemennetze sind dabei einfache, einwandige Netze mit nur einer (auf den Zielfisch abgestimmten) Maschengröße. Ein Kiemennetz muss nicht unbedingt durchs Wasser bewegt werden, sondern eignet sich auch als Stellnetz.
Ähnlich sind Gaddernetze: Hier liegt auf einem grobmaschigen Außennetz ein feinmaschiges, lose eingestelltes Innengarn. Hier versucht der Fisch durch die groben Gaddermaschen zu schwimmen, zieht dabei das innere Netz durch diese hindurch und verfängt sich in einer Art Beutel.